# Geoffroy IV. z Anjou
Geoffroy IV. z Anjou (francouzsky Geoffroy Martel; 1073 – 19. května 1106) byl v letech 1098 – 1106 společně s otcem hrabětem z Anjou.
Geoffroy byl prvorozeným synem hraběte Fulka z Anjou z manželství s Ermengardou Bourbonskou. Byl zasnouben s Ermengardou, jedinou dcerou a dědičkou hraběte Eliáše z Maine. Geoffroy se za podpory baronů z Anjou proti otci vzbouřil. Důvodem byl zřejmě nesouhlas s otcovou vládou a obava z vydědění. Zemřel při obléhání Candé v květnu 1106 a byl pohřben v benediktinském opatství sv. Mikuláše v Angers.